# Parafia Podwyższenia Krzyża Świętego w Żmudzi
Parafia Podwyższenia Krzyża Świętego w Żmudzi – parafia rzymskokatolicka w Żmudzi, należąca do archidiecezji lubelskiej i dekanatu Chełm – Wschód. Została erygowana w 1984. Mieści się pod numerem 55. Parafię prowadzą księża diecezjalni.

## Zasięg parafii
Do parafii należą wierni z następujących miejscowości: Pobołowice-Kolonia, Pobołowice, Rudno, Wołkowiany, Wólka Leszczańska, Żmudź-Kolonia, Żmudź.